# Dynali
Dynali Helicopter Company est un fabricant d’hélicoptères ultralégers (ULM) et, depuis les années 2020 de solutions aériennes (dédiées au secteur du drone) basé à Nivelles en Belgique.

## Historique

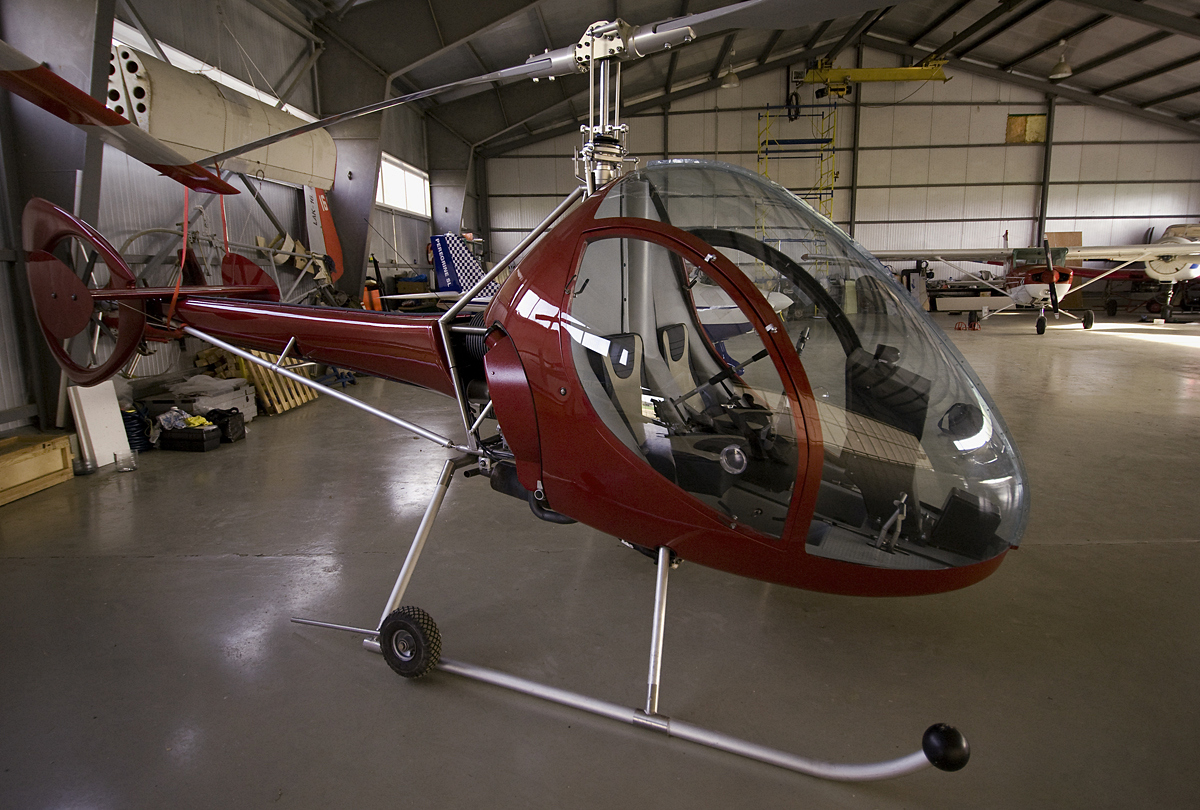
Un Dynali 2HS.

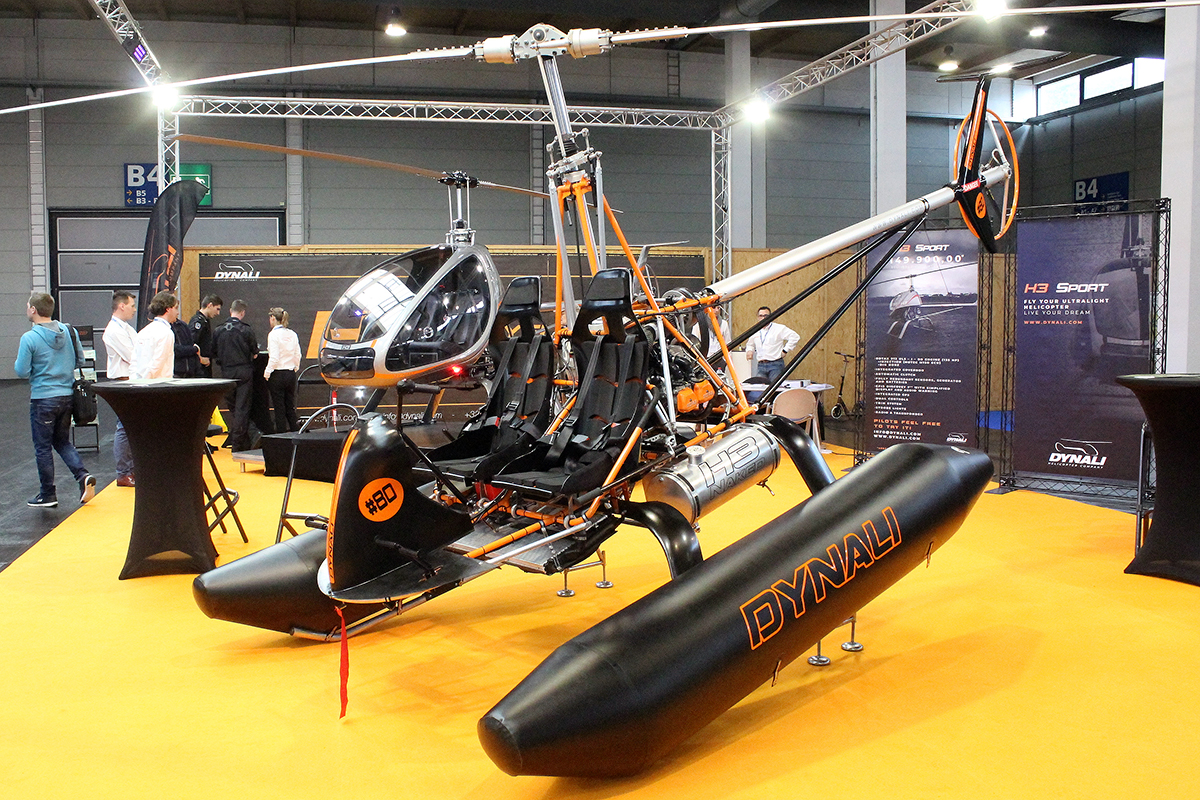
Un H3 Naked exposé au AERO Friedrichshafen 2019.

Jacky Tonet conçoit un ULM à structure en tubes d'acier inoxydable  « deux axes » en 1984 et la baptise Chickinox, ses qualités en font un succès commercial. Il fonde Dynali S.A. et en produira près de mille en l'espace de 16 ans.
Jacques Tonet et son associé Thierry Blanchart se lance en 2000 dans la conception d'hélicoptères ultralégers pour la construction en kit. Après la construction d'un démonstrateur, le prototype de l'hélicoptère Dynali H2S (en) sort d'atelier fin 2004 et fait ses premières apparitions publiques en mai 2005. Après homologation en France, une présérie d'hélicoptères est lancée en 2007.
A fin juin 2009, 19 appareils sont fabriqués et les commandes de cet appareil, d'un prix départ usine fixé à 93 000 € entrent régulièrement, justifiant la construction d'un nouveau hall de montage de 1 300 m2 sur le site de Nivelles.
Début 2017, Jacky Tonet quitte la société. Nouveau CEO : Thierry Blanchart.
Le H2S n'était plus en production, remplacé par le Dynali H3 EasyFlyer (en). En 2020, un hélicoptère est produit par mois, et la construction de drone aérien se développe.
En 2024, elle déclare 25 employés et une usine de 4 000 mètres carrés. Les hélicoptères H3 sont assemblés quasi intégralement sur ce site avec des délais de livraison entre 60 et 100 jours ouvrables. En 2023, elle déclare produire 35 appareils en moyenne chaque année et vise une production d’une cinquantaine de machines à moyen terme voire une centaine dans quelques années. Ils sont vendues à des écoles de pilotage et à des particuliers
Il est à noter qu'en date de 2023, ces hélicoptères ne peuvent voler en Belgique, ce pays n'ayant pas de législation pour ce type d'appareil.

## Production
En date de 2024 :

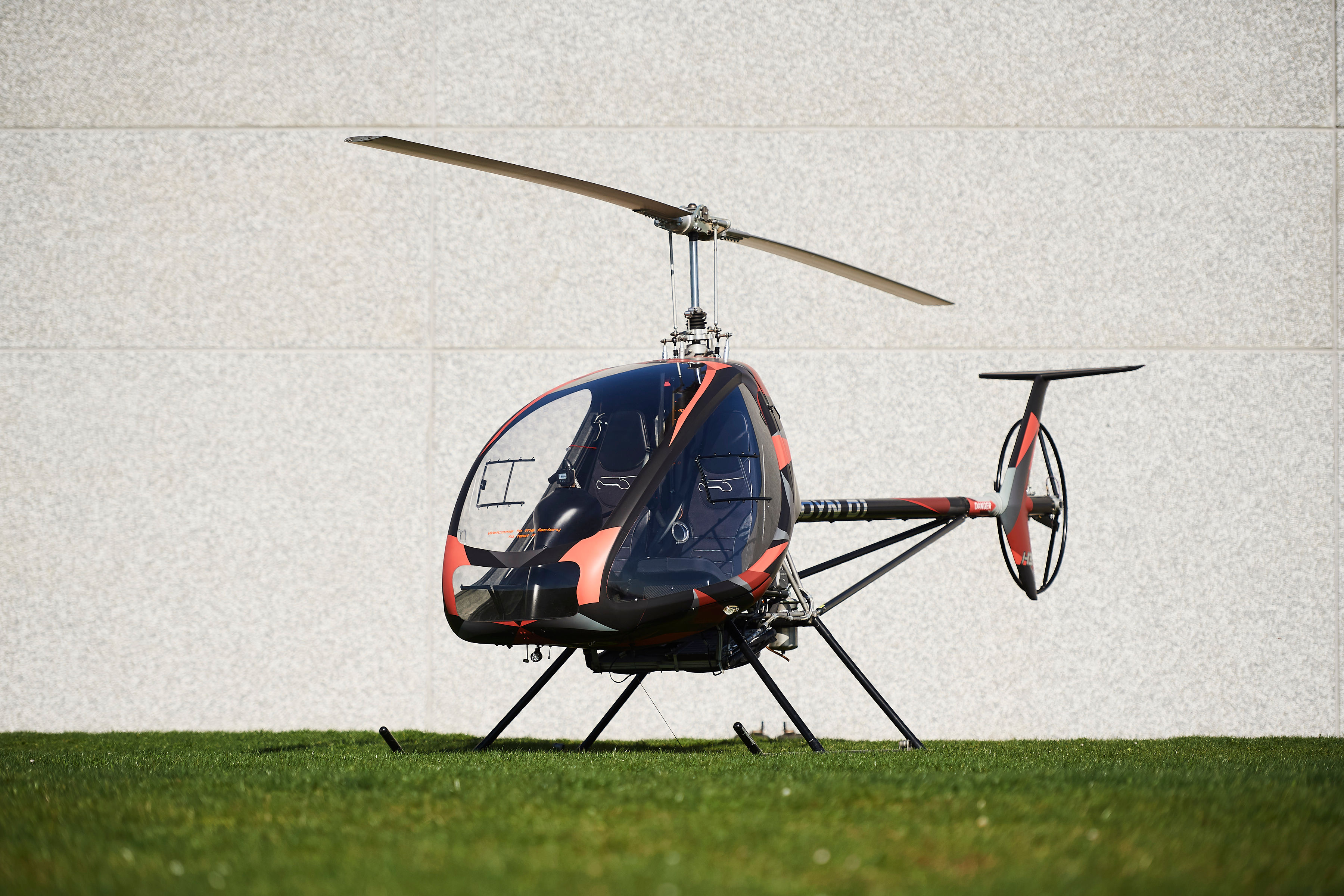
Un Dybali H3 en 2019.

- Hélicoptère Dynali H3 Sport, nommé à l'origine EasyFlyer, depuis 2017, biplace, masse maximale autorisée de 600 kg, peut être équipé de versions différentes d'un moteur basé sur la série Rotax 900, ce qui donne une puissance de sortie de 100[6] à, depuis 2019, 135 CV. Environ 200 vendus en 2024[7]. Le H3 Sport 135 ch avec train carbone est proposé à partir de 189 960 euros en 2019.
- H3 Open Air, nommé à l'origine Naked, 275 kg à vide, cabine ouverte[8], cout de 117 600 euros en 2019[9].